# 石井食品
石井食品（いしいしょくひん）
1. 千葉県船橋市に本社を置く食品メーカー。本項で詳述。（法人番号7040001016687）
2. 岡山県岡山市に本社を置く食肉加工卸売業。（法人番号1260001000451）

石井食品株式会社（いしいしょくひん、英: Ishii Food Co., Ltd.）は、千葉県船橋市に本社を置く食品メーカー。

## 概要
1945年、石井電気工業として発足。1946年に電気器具修理工場が全焼したのを機に佃煮製造開始、1958年に煮豆の製造販売を開始する。
2019年3月現在、連結売上の84.4%がミートボールやハンバーグなどの食肉加工品。「炊き込みご飯の素」「まぜご飯の素」を含む惣菜が連結売上の6.5%。

## 沿革
沿革｜石井食品株式会社（※ 外部サイト）
- 1945年（昭和20年） - 石井電気工業株式会社として発足[4]。
- 1946年（昭和21年）1月 - 佃煮の製造を開始[4]。
- 1949年（昭和24年）2月 - 石井食品株式会社に改称[4]。
- 1961年（昭和36年）8月 - 真空包装煮豆の工場を千葉県八千代市に建設。
- 1962年（昭和37年）12月 - 東京証券取引所第二部に上場。
- 1970年（昭和45年）4月 - 業界初の調理済みハンバーグ「チキンハンバーグ」を発売。
- 1973年（昭和48年）6月 - 九州工場として佐賀県唐津市に（株）イシイフード（現・石井食品（株）唐津工場）を設立。
- 1974年（昭和49年）7月 - 「ミートボール」（チルド）を発売。
- 1977年（昭和52年）6月 - 千葉県船橋市に本社ビルを建設。
- 1978年（昭和53年）9月 - 八千代工場内にハンバーグ工場を建設。
- 1986年（昭和61年）1月 - 関西工場として京都府船井郡京丹波町に（株）関西石井食品（現・石井食品（株）京丹波工場）を設立。
- 1987年（昭和62年）12月 - 「中華丼の具」（フローズン）を発売。
- 1988年（昭和63年）10月 - 八千代工場内に冷凍・チルドそう菜工場を建設。
- 1997年（平成9年）4月 - 食品添加物を使用しない取り組みを開始。「チキンハンバーグ」「ミートボール」など主力商品をリニューアル発売。
- 1999年（平成11年）2月 - ホームページ開設。
- 2000年（平成12年） 
  - 8月 - 「二次元データコード」と「品質保証番号」を組み合わせた原材料履歴管理システムを導入。
  - 8月「わくわくヘルシー倶楽部」発足。
- 2001年（平成13年）
  - 10月 - 八千代工場デリカカンパニー（現・商品価値創造部Bライン）においてISO9001:2000を認証取得。
  - 12月 - 自社ウェブサイトより製品の原材料などの情報が調べられる「OPEN ISHII」開始。
- 2002年（平成14年）10月 - 石井食品グループでISO9001:2000を認証取得。
- 2004年（平成16年）1月 - 石井食品グループでISO14001:1996を認証取得。
- 2005年（平成17年）
  - 2月 - 全社にてISO14001:2004移行登録。
  - 9月 - 石井食品関西（株） （現・石井食品（株）京丹波工場）に太陽光発電導入。
  - 12月 - 八千代工場に太陽光発電導入。
- 2006年（平成18年）
  - 3月 - 石井食品九州（株） （現・石井食品（株）唐津工場）に太陽光発電導入。
  - 11月 - ハンバーグ・ミートボール群をリニューアルし、卵・乳成分を使用していない製品に切り替え。
- 2008年（平成20年）
  - 1月 - わくわくヘルシー倶楽部NEWSをWEB配信に完全切り替え。
  - 2月 - 株主向け工場見学会を初めて実施。
  - 5月 - グループ全社においてISO 22000-2005年度版を認証取得。（チルド ミートボール）
  - 7月 - 一般のお客様向け工場見学 受入開始。（3工場）
  - 10月 - 各工場近辺のお客様向け工場見学会を初めて実施。
- 2009年（平成21年）1月 - 八千代工場 直売店オープン。
- 2010年（平成22年）
  - 3月 - 「原材料履歴提供システムおよび原材料履歴管理方法」の国内特許取得
  - 7月 - 連結子会社2社（石井食品関西（株）（現・石井食品（株）京丹波工場）・石井食品九州（株）（現・石井食品（株） 唐津工場））を吸収合併。
- 2012年（平成24年）
  - 2月 - 連結子会社(株)イシイトレーディングを吸収合併。
  - 2月 - 東京女子医科大学やＮＰＯ法人イムクルスなどと連携し、若松河田クリニックに隣接する「GENKI HOUSE Luce (ルーチェ）」 を開所。
  - 7月 - 京丹波工場に食物アレルギー配慮食専用工場を建設。
- 2014年（平成26年）8月 - 本社「コミュニティハウス ヴィリジアン」オープン。
- 2016年（平成28年）9月 - 石井食品グループでISO9001:2015を移行登録。
- 2017年（平成29年）3月 - 石井食品グループでISO14001:2015を移行登録。
- 2019年（令和元年）
  - 7月 - バスケットボール B.LEAGUE 「千葉ジェッツふなばし」の 2019-20 シーズンオフィシャルパートナー契約締結。
  - 10月 - （株）TBMとLIMEXの食品包装開発に向けた基本合意を締結。
- 2020年（令和2年）8月 - オーガニックの先駆者Alce Nero S.p.A（イタリア）の有機トマトペーストの使用を開始。
- 2022年（令和4年）
  - 3月 - 船橋市と包括的な連携に関する協定を締結[6]。
  - 4月 - 東京証券取引所の市場区分見直しにより、東京証券取引所の市場第二部からスタンダード市場に移行。

## 工場
- 八千代工場（千葉県八千代市）[4]
- 唐津工場（佐賀県唐津市）[4]
- 京丹波工場（京都府船井郡京丹波町）[4]

## 製品カテゴリ
- イシイのミートボール
- イシイのおべんとクンシリーズ（ミートボール、ハンバーグ、とりそぼろなど）
- まぜごはんの素
- オニオンスープ
- ふりーず亭シリーズ（中華丼の具）
- いっしょがいいねシリーズ（食物アレルギー配慮食品）
- 大鵬直伝ちゃんこ鍋スープ
- マンゴープリン
- POTAYUシリーズ（非常食）[4]

など

## コマーシャル
- イシイのスパゲッティ（生コマーシャル）
- イシイの中華ソース（麻婆、酢豚、青椒肉絲）
- イシイのハンバーグ（1980年代前半）
- イシイのタマゴにべんり（歌：藤本房子：元歌は暁テル子のミネソタの卵売りの替え歌）
- イシイのおべんとクン ミートボール - 1985年から1990年代初頭まで放映されていた。はないちもんめの替え歌が使われていた。
- イシイのおべんとクンシリーズ（1980年代前半）
- イシイのそぼろシリーズ（1980年代後半）

## 提供番組

### ラジオ
現在
- イシイのわくわくしあわせごはん（湘南ビーチFM、火・木曜 10:15-10:30）
- イシイのな〜るほど!ごはん（湘南ビーチFM、月 - 木曜 17:15-17:18） - 『おたすけ!ほっとごはん』から改題。

過去
- 湘南ミュージックスカイウェイ（FM横浜（現：FM Yokohama））[8]
- ISHII POPS IN THE BOX（湘南ビーチFM）
- Ishii Twilight Highway→ISHII Music Anthology ビートルズから始まる。（Bayfm、日曜 18:00-19:00）[9]

### テレビ
- 大相撲いぶし銀列伝（フジテレビONE）

過去
- 水曜ロードショー→金曜ロードショー（日本テレビ）
- 魔法の天使クリィミーマミ→魔法の妖精ペルシャ→魔法のスターマジカルエミ→魔法のアイドルパステルユーミ（日本テレビ）
- 3時にあいましょう（TBS）
- 夕やけロンちゃん（TBS）
- 土曜18:30アニメ（フジテレビ）
  - タイムボカンシリーズ（タイムボカン～逆転イッパツマン）→未来警察ウラシマン→OKAWARI-BOY スターザンS→よろしくメカドック→炎のアルペンローゼ ジュディ&ランディ→ゲゲゲの鬼太郎
- 日曜18:00アニメ（フジテレビ）
  - 科学忍者隊ガッチャマンII→科学忍者隊ガッチャマンF→とんでも戦士ムテキング→ダッシュ勝平→未来警察ウラシマン（※提供終了[10]）
- 東映不思議コメディーシリーズ（フジテレビ）
- 月曜ドラマランド（フジテレビ）
- ANNニュースレーダー（テレビ朝日）
- 藤子不二雄ワイド（テレビ朝日）
- ハーイあっこです（テレビ朝日）
- エスパー魔美（テレビ朝日）
- 魔法のエンジェルスイートミント（テレビ東京）
- 爆走兄弟レッツ&ゴー!!（テレビ東京）
- 超光戦士シャンゼリオン（テレビ東京）[11]
- 赤ちゃんと僕（テレビ東京）
- CTCダイナミックナイター（千葉テレビ）[12]

など。
過去に上記以外にも、関東ローカルの平日朝・夕方の再放送枠（フジテレビ、テレビ朝日など）で番組提供しており、「おべんとクンミートボール」などのCMが放映されていた。1980年代中期まではキー局以外にも、千葉テレビ（現・チバテレ）やTVKテレビ（現・tvk）でもスポットCMが放送されていたこともある。
なお、現在はCM放映・番組提供はしていないが、『ジョブチューン アノ職業のヒミツぶっちゃけます!』（TBS系） などのバラエティ番組などで当社が紹介されることがある。

## 不祥事
2010年（平成22年）7月12日、同社が製造した杏仁豆腐に使用している原材料である杏仁霜（台湾から商社を通じて輸入した）に添加物として表示義務のある香料が使用されていたことを把握せず、原材料欄に表示せずに販売を行った。同社からの申し出により、消費者庁がJAS法違反にあたるとし、改善指示を出した。